# Paschenburg

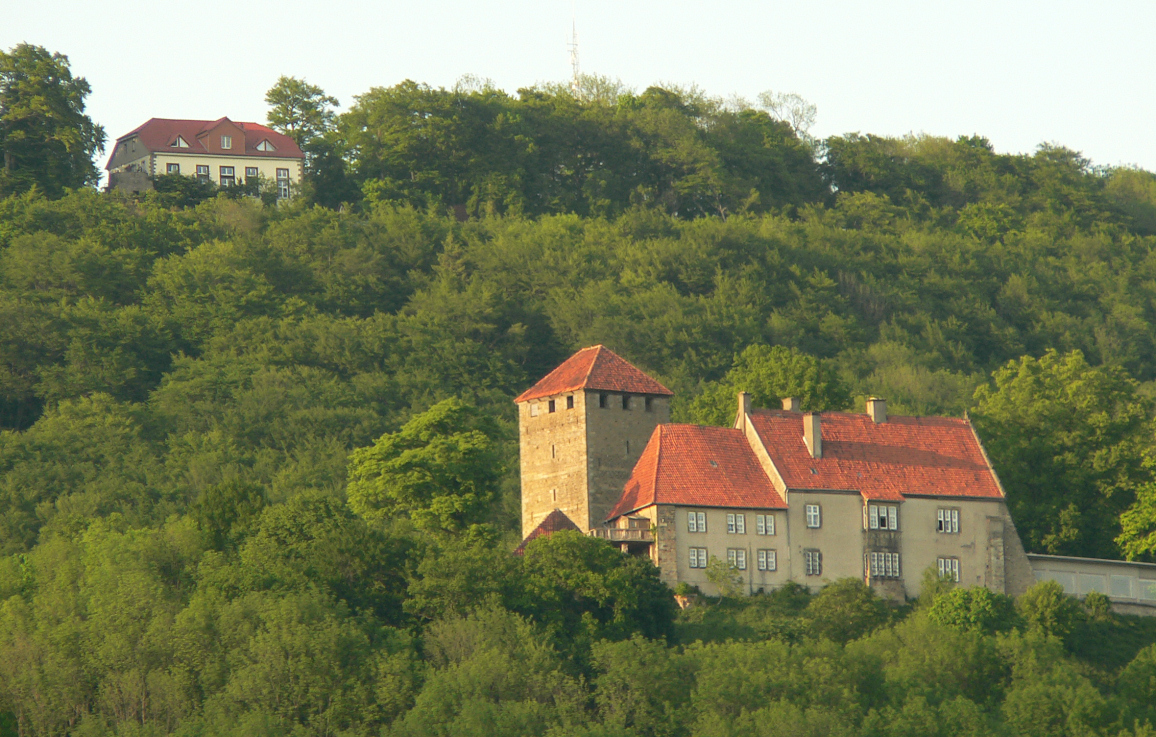
Paschenburg (links) und Schaumburg (rechts) vom Wesertal gesehen

Die Paschenburg (gelegentliche Schreibweise auch Pagenburg) ist ein ehemaliges Forsthaus und heutiges Gasthaus auf dem Gebiet von Deckbergen, einem Ortsteil der Stadt Rinteln im Landkreis Schaumburg in Niedersachsen.

## Geographische Lage
Die Paschenburg befindet sich im Südteil des niedersächsischen Landkreises Schaumburg im Wesergebirge zwischen den Städten Hessisch Oldendorf (benachbarter Landkreis Hameln-Pyrmont) und Rinteln oberhalb der Ortschaft Schaumburg, gehört aber zu Deckbergen. Sie steht auf einem 336 m ü. NHN hohen Berg, der höchsten Erhebung des Wesergebirges, dessen Landschaft nach Süden in das Obere Wesertal und nach Norden in das Tal der Bückeburger Aue abfällt. Auf dem etwa 400 m südsüdwestlich vorgelagerten Nesselberg (225 m) befindet sich die Schaumburg.

## Geschichte

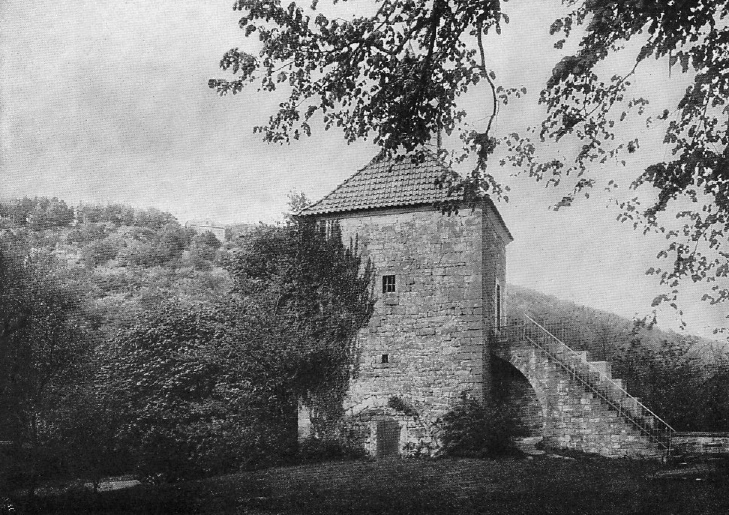
Turm der Schaumburg, links davon im Hintergrund die Paschenburg; Foto: Oswald Reißert (1861–1931)

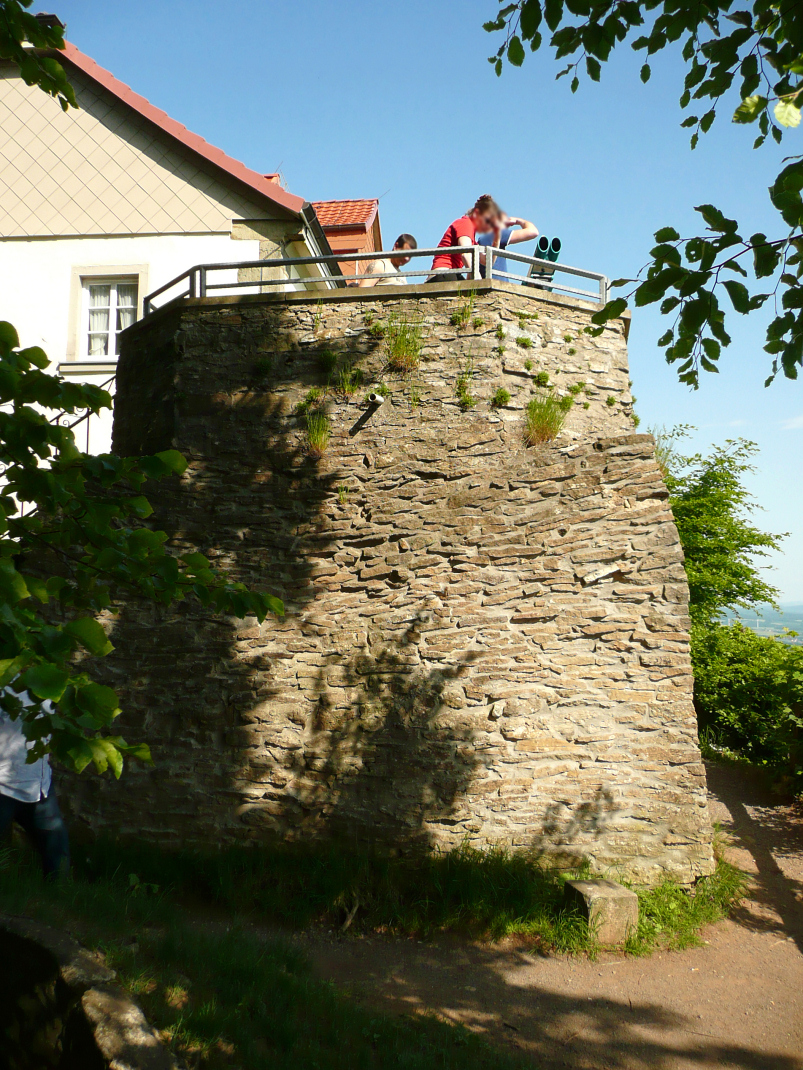
Aussichtsturm von 1827 neben der Paschenburg

Die Paschenburg wurde 1842 im Stile eines kleinen Jagdschlosses vom damaligen Revierförster Karl Kaysers erbaut; sie hat keine Charakteristiken einer Burg. Früher war sie eine schlichte Herberge; heute ist dort ein Panorama-Restaurant. Direkt neben dem Gebäude steht ein kleiner Aussichtsturm, der 1827 erbaut wurde.

## Aussichtsmöglichkeiten
Von der Paschenburg aus erstreckt sich in südlicher Richtung von Osten nach Westen ein weiter Blick über das Obere Wesertal und weit darüber hinaus beispielsweise auf das Lippische Bergland. Bei guter Fernsicht kann man in südwestlicher Richtung das etwa 41 km entfernte Hermannsdenkmal oberhalb von Detmold sehen. In südöstlicher Richtung kann man den rund 107 km entfernten Brocken erahnen, der höchste Berg des Harzes.
Um 1850 war die Paschenburg berühmt für ihren „Sieben-Länder-Blick“, weil man sieben souveräne Staaten des Deutschen Bundes von ihrer Terrasse aus sehen konnte: Das Königreich Hannover (z. B. Hameln), das Fürstentum Schaumburg-Lippe (Steinbergen), das Fürstentum Lippe (Köterberg), das Königreich Preußen (Amtshausberg bei Vlotho), das Fürstentum Waldeck-Pyrmont (Iberg bei Bad Pyrmont), Herzogtum Braunschweig (Ith und Ottensteiner Hochfläche) und das Kurfürstentum Hessen-Kassel, in dessen Gebiet die Paschenburg selbst lag.

## Sehenswürdigkeiten
Direkt nördlich der Paschenburg gibt es eine Bildhauerwerkstatt.
Westlich der Pagenburg gibt es direkt am Kammweg einige tiefe Klüfte, die zum Schutz der dort lebenden Fledermäuse teils vergittert sind. Unterhalb der Paschenburg, liegt die Schaumburg. 100 Meter nordöstlich der Paschenburg ist eine kleine Kriegsgräberstätte. Auf ihr sind acht deutsche Soldaten bestattet, die als Angehörige der Offiziersschule Braunschweig am 11. April 1945 nahe der Paschenburg beim Kampf gegen anrückende Soldaten der 102. US-Infanteriedivision fielen.

## Verkehr und Wandern
Die K 72 verläuft etwas nördlich vorbei an der Paschenburg zwischen der Landesstraße 434 (Rohdental–Rehren) im Osten und der Kreisstraße 71 (Deckbergen–Bernsen/Borstel) im Westen. Entlang des Kammes des Wesergebirges führen auch der Europäische Fernwanderweg E11, der Weserberglandweg sowie weitere Fernwander-, Pilger- und Themenwege. Zwischen der Paschenburg und Schaumburg gibt es einen Rundwanderweg.